# دنیس کوسلوفسکی
دنیس کوسلوفسکی (انگلیسی: Dennis Koslowski؛ زادهٔ august ۱۶, ۱۹۵۹ (۶۵ سال)) کشتی‌گیر اهل ایالات متحده آمریکا است.
وی در مسابقات کشوری و بین‌المللی در مجموع برندهٔ ۲ مدال نقره، ۱ مدال برنز شده‌است.